# Fritz Holland

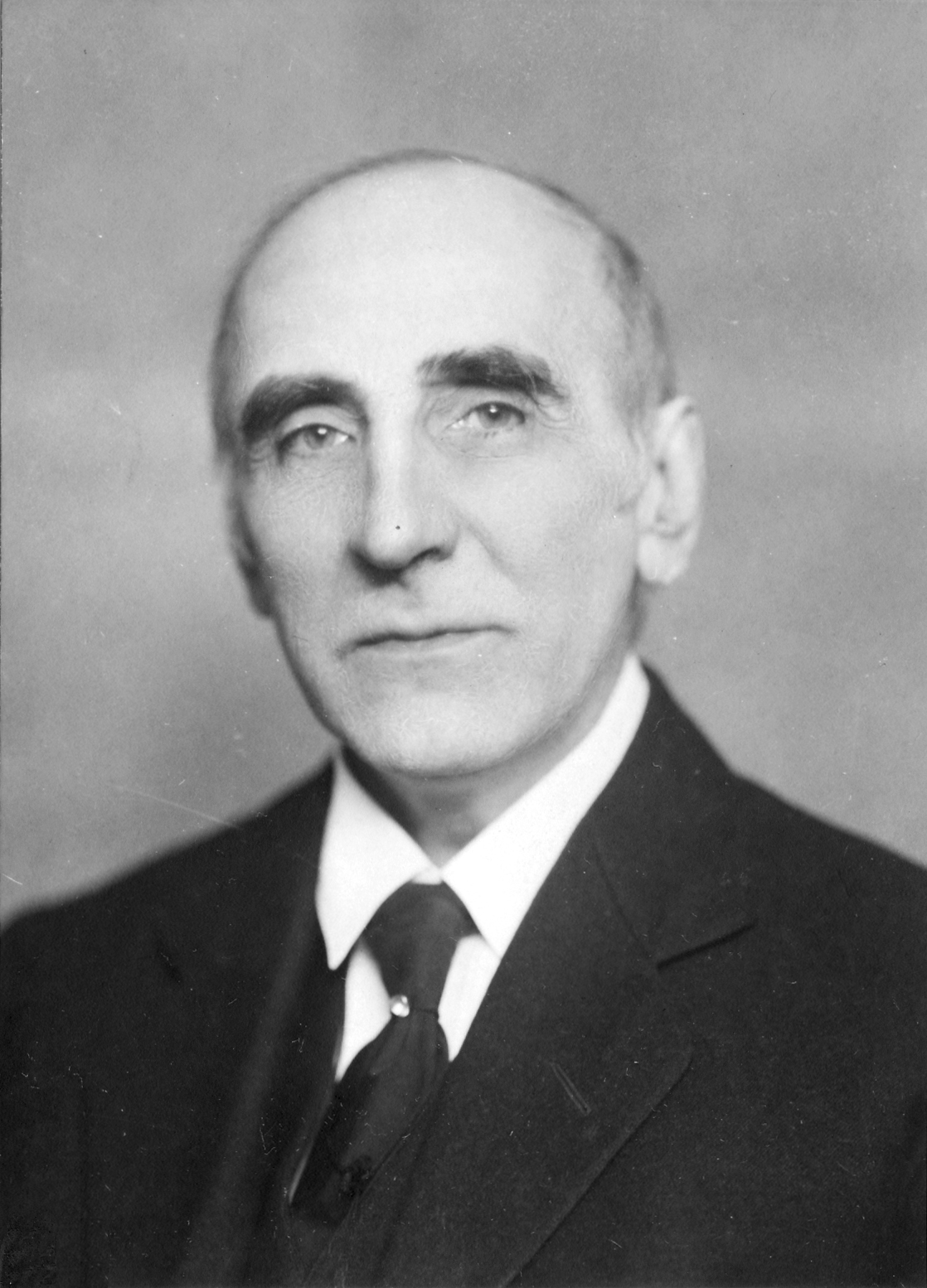
Fritz Holland (1874–1959), Architekt, Museumsmann und Gründer des Vereins Det gamle Christiania

Fritz Albrecht Grevelius Holland (* 24. Juni 1874 in Christiania; † 29. Juli 1959 in Oslo) war ein norwegischer Architekt, Museumsmann und Initiator für die Gründungen des Oslo Bymuseums (heute Bymuseet), Bærummuseums und des Akerdalen Museums.
Fritz Holland war Sohn des Baumeisters und Ziegelfabrikbesitzers Friedrich Wilhelm Holland (1845–1922), einem deutschen Einwanderer Christianias, und seiner in Schweden geborenen Ehefrau Mimmi Albertine Grevelius (1844–1902). Nach einer schulischen Ausbildung in seiner Heimatstadt machte er Abitur und das Baumeisterexamen in Deutschland. Direkt im Anschluss folgte die Ausbildung zum Architekten in Berlin, wo er 1899 seinen Abschluss machte. Im selben Jahr kehrte er nach Christiania zurück, doch der Börsenkrach auf dem Aktien- und Immobilienmarkt – auch bekannt als Kristaniakrakket – machte es nicht leicht für einen neuausgebildeten Architekten, eine Anstellung zu finden. Stattdessen engagierte er sich für den Denkmalschutz in einer Stadt, die während seiner Abwesenheit eine Hochkonjunktur und einen nie zuvor gesehenen Bauboom durchlebte und hart mit dem kulturellen Erbe umging.

## Verein „Das alte Christiania“

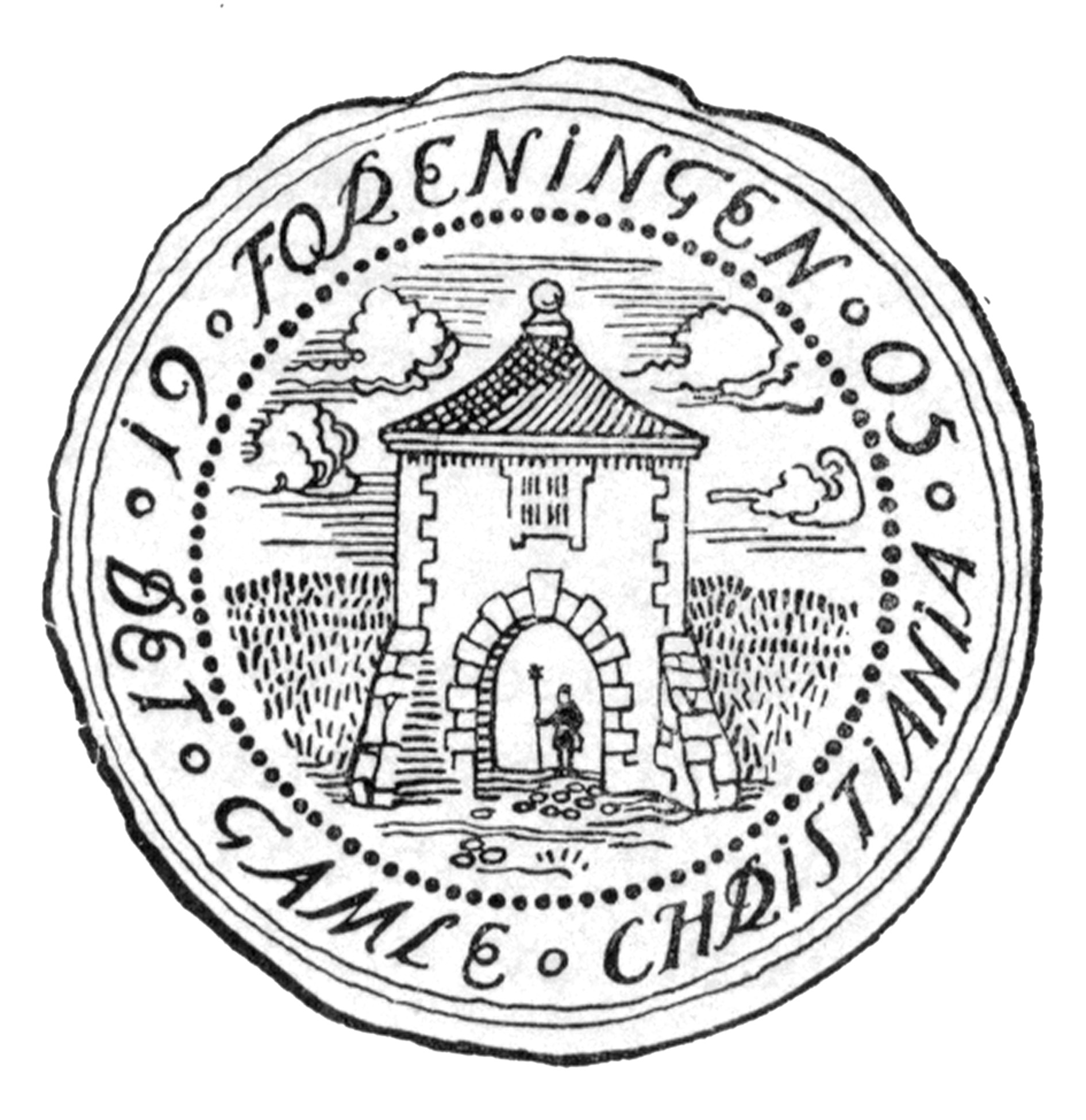
Zeichen des Vereins Det gamle Christiania, Zeichnung von Fritz Holland, die das Store Vollport abbildet

Die ersten Aufträge, die Holland sich verschaffte, wurden von der Kommune finanziert und dienten dem Vermessen historischer Gebäude und Ausgrabungen in der Altstadt von Oslo (Gamlebyen). Als Aktivist und Sprecher trug er dazu bei, dass das Marktgebäude Basarene vom Abriss verschont blieb, als auf diesem Grundstück eine neue Börse geplant war. Nachdem der Plan ein kommunales Stadtmuseum zu gründen aufgegeben wurde, ergriff er die Initiative und gründete den Verein „Das Alte Christiania“ (Det gamle Christiania). Ziel des Vereins war es, die Gebäude zu erhalten und die museale Arbeit zu unterstützen. Ein Komitee aus Bischof Anton Christian Bang, Oberstleutnant H. Wessel und den Architekten Harald Olsen, Torolf Prytz und Fritz Holland berief am 22. Dezember 1905 ein Gründungstreffen ein, um Beihilfen und Unterstützung aus der Wirtschaft, der Kultur und der Politik zu erzielen. Beim Treffen wurde außerdem ein Arbeitskomitee bestehend aus dem Maler Eilif Peterssen, dem Telegrafdirektor Thomas Heftye und dem Archivar E. Hartmann gegründet. Bei der konstituierenden Generalversammlung am 13. März 1906 wurden Gesetze erlassen, die bezweckten, das Interesse für die alte Bebauung und Denkmäler in Christiania und Akerdalen zu wecken. Das sollte erreicht werden, indem Denkmäler bewahrt und erhalten und diese mittels Fotografien, Vermessungen und Modellbauten dokumentiert werden sollten. Das Sammeln und Ausstellen von Karten, Malereien, Zeichnungen, Fotografien und Gegenständen jeder Art sollte dazu beitragen, Licht in die alte Stadt und der näheren Umgebung, Topografie, Kulturgeschichte und dem Ansehen vergangener Zeiten zu bringen.
Der Verein bekam Räume im Departementsgården in der Dronningens gate 15 (Straße in Oslo) zur Verfügung gestellt, musste aber im selben Jahr noch in andere Büros umziehen. Holland wurde Sekretär des Vereins und erster Kurator des Museums. Er sammelte Gegenstände und warb eloquent um Mitglieder. So zählte der Verein bereits im ersten Jahr über 250 Mitglieder. Unter den Gegenständen, die er besonders schätzte, waren auch die zwei Vedelagssteinene vom Store Vollport aus dem Festungswall um Christiania, die in der Gamlebyen in einem Fundament eingemauert waren. Sie haben eine lateinische Inschrift, die an die Stadtgründung am 27. September 1624 erinnert. Die Planungen umfassten sogar ein Freiluftmuseum für die Stadt und zu diesem Zweck rettete Holland Abrissmaterial vom Egeberg gården bei der Østbanestasjon und dem Wohnhaus des Hofes Etterstad. Sie wurden auf dem Gut Frogner gelagert.

## Bymuseum auf dem Gut Frogner

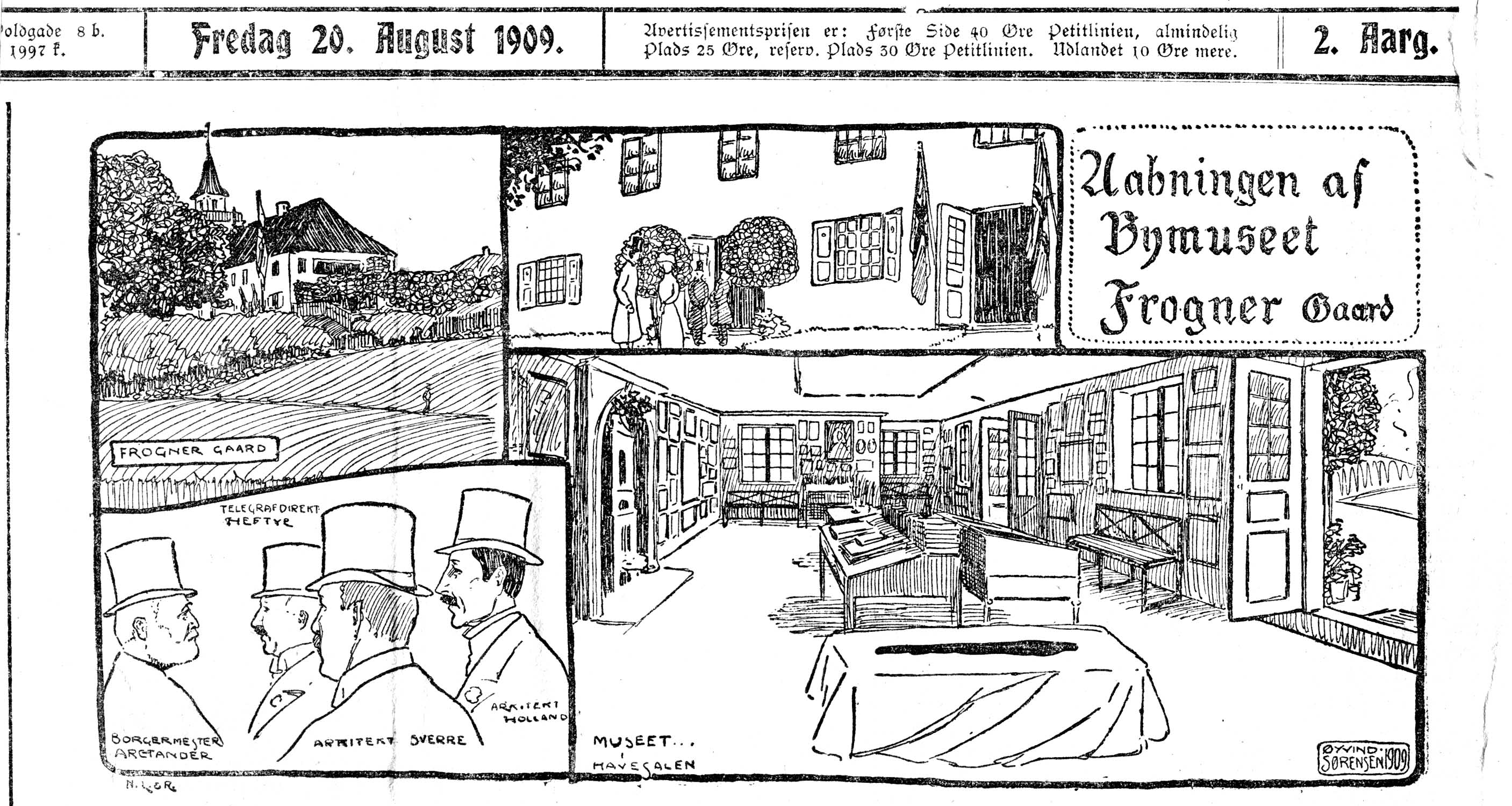
Eröffnung des Bymuseums auf Frogner im Jahr 1909, Zeichnung von Øyvind Sørensen in der Aftenposten

Hollands größter Beitrag war der Einzug des Oslo Bymuseums, Oslos Stadtmuseum, auf dem Gut Frogner im Jahr 1909. 1896 hatte die Christiania Kommune den Hof gekauft, um einen Friedhof und neue Baugrundstücke zu schaffen, aber bei den Planungen verstand man das große Bedürfnis nach einem Park, und so kam es dazu, dass der Großteil dem Frognerpark zugeteilt wurde. Die Bebauung auf dem Gut wurde als Kulturgut anerkannt und unter Schutz gestellt. Verschiedene Politiker waren allerdings der Ansicht, dass der erste Bürgermeister Sofus Arctander seine Dienstwohnung im Hauptgebäude erhalten sollte. Aber der Verein, mit Holland als Fürsprecher, kämpfte energisch gegen diesen Plan und bekam im Mai 1909 die Erlaubnis, dass das Oslo Bymuseeum in das Gebäude einziehen konnte – unter der Bedingung, dass der Kommune keine weiteren Kosten entstehen würden. Das Museum konnte somit am 19. August 1909 seine erste Ausstellung auf Frogner eröffnen. Die Pläne einer Dienstwohnung wurden aufgegeben und das Bymuseum übernahm das ganze Hauptgebäude.
Holland kämpfte gegen eine Instandsetzung und den Umbau Frogners durch die Kommune, da er dies als Zerstörung ansah. Das brachte ihm viele Feinde im Verein und in der Kommune ein. Hans Aall, Direktor des Norsk Folkemuseums, sah in dem neuen Museum einen gefährlichen Konkurrenten und brachte den Vorstand dazu, nur Bilder zu sammeln und keine Gegenstände. Der Konflikt endete damit, dass Holland 1911 seine Stellung als Geschäftsführer und Kurator verlassen musste. Sein Nachfolger war Stian Herlofsen Finne-Grønn. Dennoch wurde der gekündigte Kurator Holland auf der Generalversammlung am 29. April 1912 für den Vorsitz des Vereins wiedergewählt. Interne Konflikte im Vorstand und zwischen den Vorsitzenden lähmten die Wirksamkeit des Vereins vollständig und es endete damit, dass Holland sich aus seinem Amt zurückzog und im November desselben Jahres aus dem Verein austrat. Sein Plan für das Bymuseum geriet in Vergessenheit und die Bauteile für das Freilichtmuseum wurden an einen Trödler verkauft. Die ganze Ausstellung hatte bis 1950 den Charakter einer reinen Bildergalerie mit Abbildungen der Stadt und Porträts historischer Personen.

## Architekt und Denkmalschützer

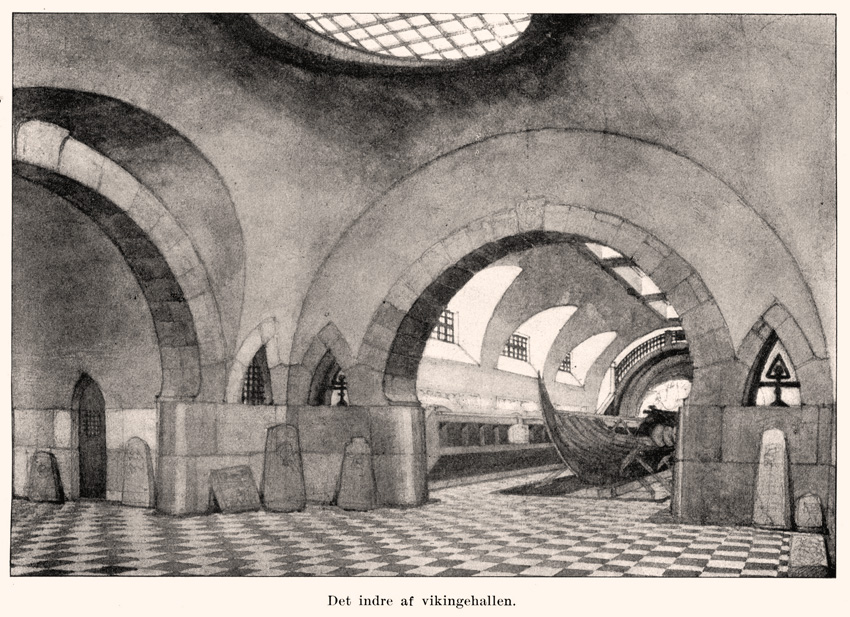
Fritz Hollands Vorschlag der Vikinghal im Nisseberg mit der Idee eines „Mausoleums“ für das Wikingerschiff, Teknisk Ugeblad 6. Dezember 1907

Fritz Holland hatte wenig Erfahrung als Architekt und von seinem Wirken ist wenig bekannt, weshalb es nicht im Norwegischen Künstlerlexikon (Norsk Kunstnerleksikon) aufgeführt ist. Eines seiner wichtigsten Werke ist die Heggedal kirke aus dem Jahr 1932. Nach dem Fund des Wikingerschiffs Osebergskip 1903 und dessen Ausgrabungen in den nächsten Jahren schlug er 1905 vor, das Wikingerschiff in einer ausgesprengten Halle in Nisseberget in der Fredriks gate in Oslo auszustellen, nahe dem Historisk Museum. Das Projekt wurde mit Zeichnungen in den Tageszeitungen und 1907 in der Fachzeitschrift Teknisk Ugeblad gezeigt. Hollands perspektivische Zeichnung des Innenraums ähnelt auffallend dem Innenraum des Vikingskiphus, welches auf Bygdøy 1926–32 gebaut wurde. Die „Wikingerhalle“ unter dem Nisseberg fand viele Anhänger, ein Gegenspieler war jedoch Gabriel Gustafson, Leiter der Ausstellung der Universitets Oldsaksamling vom Historisk Museum. So wurde die Halle 1912 geschlossen und vier Jahre später beschloss man den Bau eines neuen Wikingerschiffsmuseums auf Bygdøy.